# Ferrocarril Nacional de México
El Ferrocarril Nacional de México fue uno de los principales ferrocarriles previos a la nacionalización de México. Incorporado en Colorado en 1880 como Ferrocarril Nacional Mexicano y encabezado por el general William Jackson Palmer del Ferrocarril del Oeste de Denver y Río Grande, completó una línea principal de vía estrecha de 914 mm desde la Ciudad de México hasta Nuevo Laredo. En septiembre de 1888 después de una reorganización en 1887 como Ferrocarril Nacional de México. En su extremo norte, el Texas-Mexican Railway, de propiedad desde 1883, corría hacia el este desde Laredo hasta el Golfo de México en Corpus Christi; una segunda conexión con el Golfo se completó en 1905 a través de un ramal de Monterrey a Matamoros. Otros ramales incluían un corte desde la Ciudad de México a través de Querétaro hasta Celaya y una extensión incompleta del Pacífico desde Acámbaro hasta Uruapan. Otro tramo de este último, de Colima a Manzanillo, quedó en manos de la Constructora Nacional de México, y fue adquirido por el Ferrocarril Central Mexicano en 1905. En 1886 el ferrocarril encargó de Alfred Briquet una serie de fotografías, que proporcionar documentación de los ferrocarriles en ese momento.

## Después de la reorganización
La empresa se reincorporó nuevamente en Utah en febrero de 1902 como Ferrocarril Nacional de México y completó el ancho internacional de la línea principal en noviembre de 1903. Posteriormente, el Nacional adquirió tres empresas de vía estrecha en el centro de México. Primero arrendó el Ferrocarril Michoacán y Pacífico en 1900, dándole ramales desde Maravatio a Zitácuaro y Angangueo. En 1903 adquirió el Ferrocarril Interoceánico de México, que incluía una línea principal desde la Ciudad de México a Veracruz y varios ramales, a cambio de que el gobierno mexicano obtuviera el control del Nacional. Finalmente, en 1906, el Ferrocarril Hidalgo y del Noreste, desde el noreste de la Ciudad de México hasta Tortugas, Pachuca e Irolo, pasó a formar parte del sistema del Ferrocarril Nacional de México.
Seis años después de que el gobierno tomó el control, las propiedades de Nacional de Hidalgo y del Norte fueron transferidas a los Ferrocarriles Nacionales de México en enero de 1909. Tras la privatización del servicio de carga en la década de 1990, el antiguo Ferrocarril Nacional de México, incluida la mayor parte del Interoceánico, formó la mayor parte de Transportación Ferroviaria Mexicana (ahora Kansas City Southern de México).